# Deér Endre
Deér Endre (Pusztavarsány, 1865. április 7. – Budapest, 1938. október 31.) gyógyszerész.

## Életútja
Deér József (1811–1885) számtartó és Streibig Jozefa fia. Születésekor apja Podmaniczky Ármin varsányi számtartója volt. Az esztergomi Fekete Sas gyógyszertárban volt gyakornok. A Budapesti Tudományegyetemen szerezte meg 1886-ban a gyógyszerészi, majd 1887-ben a gyógyszerészdoktori oklevelét. Ezt követően Theodor Poleck professzor intézetében dolgozott Boroszlóban. Visszatérve, a budapesti Angyal gyógyszertárban állt munkába, majd 1897-től tulajdonosa lett a budapesti Jó Pásztor gyógyszertárnak. (Nővére ugyanekkor az aszódi Magyar Király gyógyszertárat bérelte 1890−1896 között.) 
Orvoslaboratóriumi festékoldatokat és vas-tartalmú pirulákat gyártott. Fia, ifj. Dr. Deér Endre (1897–1933) gyermekkorában skarlát okozta fertőzés miatt hallássérült lett, s ez is indította arra, hogy Ráday utcai laboratóriumában vörheny elleni oltóanyagot, Scarlantint gyártson, amely 3 ampulla beadása után már 2−3 évre védettséget adott a fertőzés ellen.
1904−1908 között a Magyarországi Gyógyszerész Egyesület elnöke volt, 1917−1922 között pedig a Budapesti Gyógyszerész Testület elnöki székét töltötte be. 1907−1914 között a Gyógyszerészi Folyóirat szerkesztője volt, és a III. és IV. Magyar Gyógyszerkönyv galenusi részeit is szerkesztette. 
1922-ben alapította meg a Magyar Gyógyszerésztudományi Társaságot, melynek alelnöke, majd tiszteletbeli elnöke volt, ugyancsak tagjai között tartotta nyilván az Országos Közegészségügyi Tanács. Kiadta a Magyar Gyógyszerésztudományi Társaság Értesítőjét. 1929-ben kormányfőtanácsosi címmel ruházták fel.

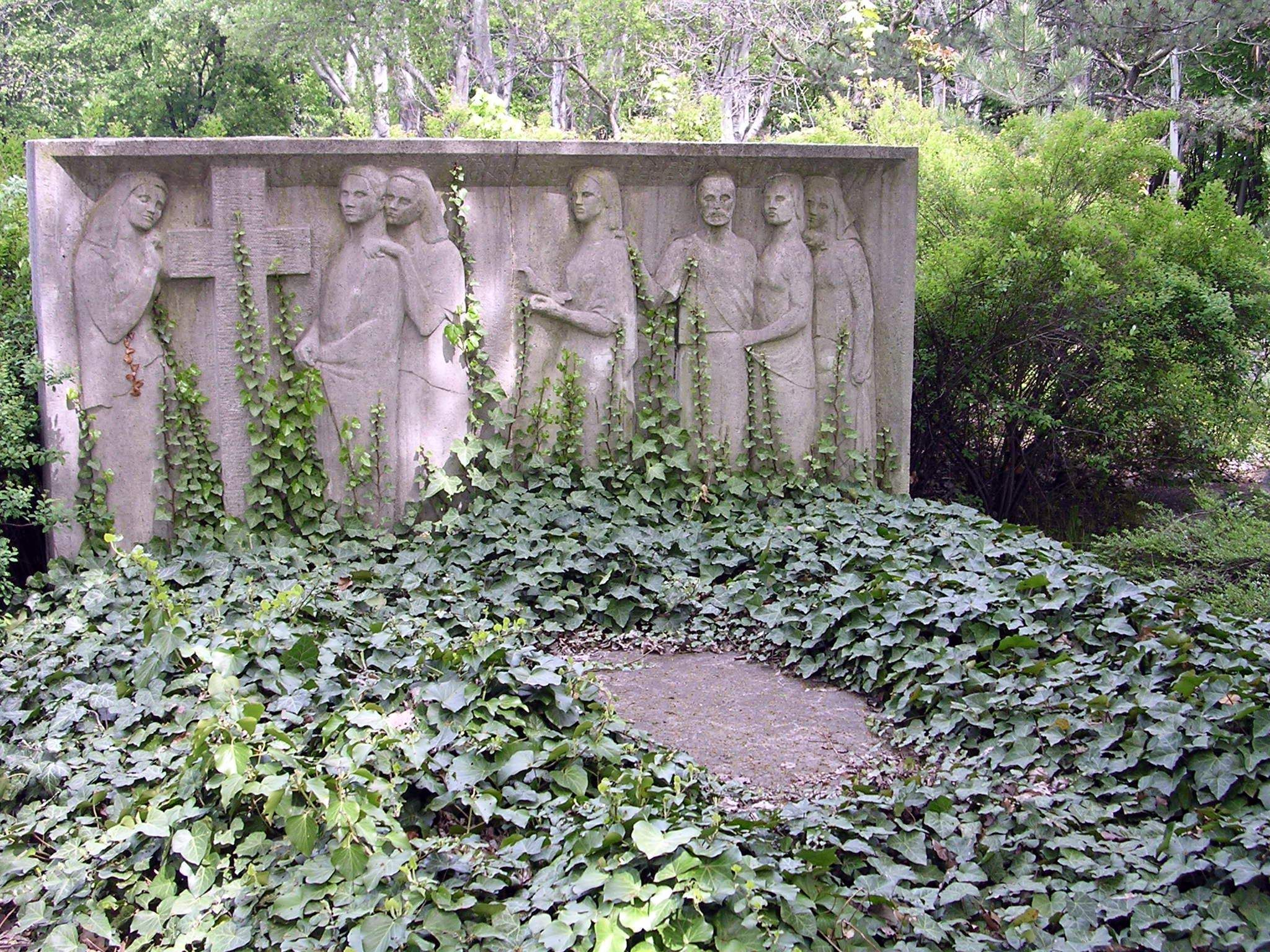
A Deér család sírja a Fiumei úti sírkertben. Alkotó: Vilt Tibor

Feleségével, Pecka Gizellával öt gyermekük született: ifjabb Endre, Ödön (felesége Gundel Margit), Ilona (ifj. Madarász Antalné), József, Andrea (ifj. Lechner Jenőné). Ifjabb Deér Endre, akinek 36 éves korában Balatonszemesen történt végzetes balesete miatti halálát még apja megérte, és Deér Ödön szintén gyógyszerészek lettek, és a családi gyógyszertárat vitték tovább. 
Tiszteletére 1932-ben a Gyógyszerésztudományi Társaság 50 éves működésekor, még életében, arcképét ábrázoló emlékplakettet adott ki. 
Halálát szívgyengeség okozta. 2004-től védett sírja, amelyet Vilt Tibor domborműve díszít, a Fiumei úti sírkertben található (42-1-25), sírfelirata: „Uram, vágyódom a te szabadításod után, és a te törvényed nékem gyönyörűségem” (Zsolt. 119,174.)